# NGC 6124
NGC 6124 (noto anche come C 75) è un brillante ammasso aperto visibile nel sud della costellazione dello Scorpione.

## Osservazione

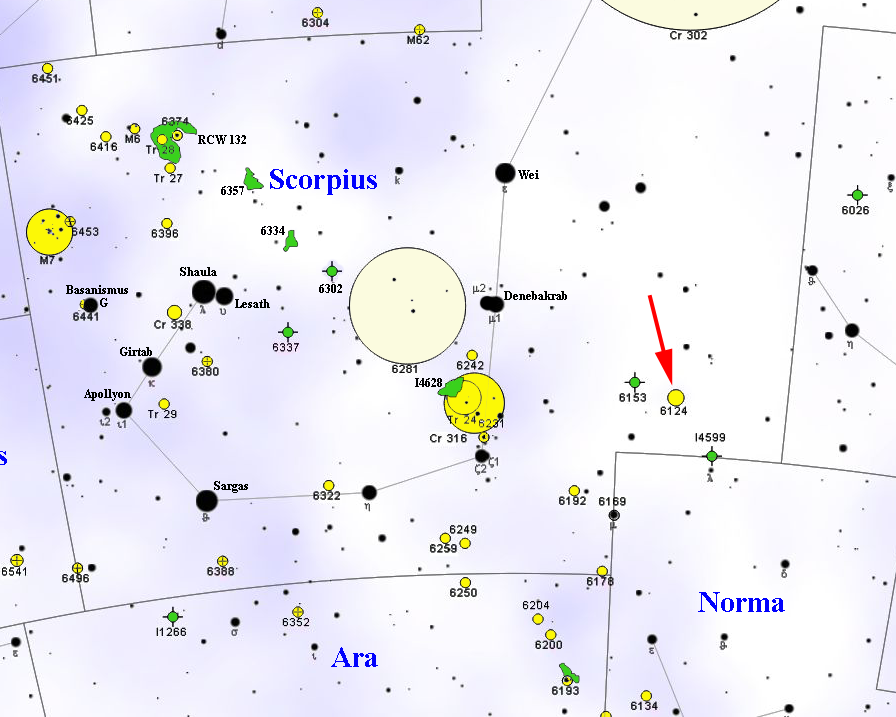
Mappa per individuare NGC 6124.

Si individua con facilità circa 5 gradi a ovest del brillante gruppo stellare concentrato attorno all'ammasso NGC 6231, in un tratto della Via Lattea fortemente oscurato da polveri interstellari; con un binocolo è già ben evidente la sua natura di ammasso stellare, tanto che sono riconoscibili alcune stelle gialle e rossastre di magnitudine 8 e 9. Un piccolo telescopio permette una completa risoluzione in diverse decine di stelle anche a bassi ingrandimenti e mette in evidenza alcune concatenazioni orientate in senso nordovest-sudest.
A causa della sua declinazione piuttosto meridionale, quest'ammasso può essere osservato principalmente da osservatori situati nell'emisfero australe della Terra, sebbene sia comunque osservabile discretamente anche fino alle latitudini temperate medie. Il periodo migliore per la sua osservazione nel cielo serale è quello compreso fra giugno e ottobre.

## Storia delle osservazioni
L'ammasso è stato osservato per la prima volta da Nicolas Louis de Lacaille nel 1751, durante il periodo in cui si trovava a Città del Capo; fu in seguito rivisto da William Herschel e da suo figlio John, che lo inserì nel suo General Catalogue of Nebulae and Clusters.

## Caratteristiche
NGC 6124 è un ammasso moderatamente ricco e contrastato, situato alla distanza di 512 parsec (1670 anni luce) sul bordo interno del Braccio di Orione, al di là delle stelle dell'Associazione Scorpius-Centaurus; contiene diverse giganti rosse e stelle evolute, che lasciano intendere un'età leggermente avanzata, stimata in effetti sui 140 milioni di anni. La presenza di banchi di gas oscuro nei dintorni fa sì che le stelle dell'ammasso appaiano soggette ad arrossamento differenziale.
Effetti della polarizzazione della luce sono ben evidenti nelle stelle dell'ammasso e sono dovuti anch'essi alla presenza di nubi oscure lungo la linea di vista, in particolare per la presenza della Nube del Lupo; questo fenomeno si è rivelato utile per la determinazione delle stelle fisicamente non appartenenti all'ammasso ma visibili nella sua direzione solo per un effetto prospettico.